# کوچروفکا
کوچروفکا (به لاتین: Kucherovka) یک منطقهٔ مسکونی در روسیه است که در سرزمین آلتای واقع شده‌است.